# Himalayana
Genre
Himalayana est un genre d'araignées aranéomorphes de la famille des Oonopidae.

## Distribution
Les espèces de ce genre se rencontrent au Népal et en Inde.

## Liste des espèces
Selon World Spider Catalog (version 15.0, 2014) :
- Himalayana andreae Grismado, 2014
- Himalayana castanopsis Grismado, 2014
- Himalayana kathmandu Grismado, 2014
- Himalayana martensi Grismado, 2014
- Himalayana parbat Grismado, 2014
- Himalayana siliwalae Grismado, 2014

## Publication originale
- Grismado, Deeleman-Reinhold, Piacentini, Izquierdo & Ramírez, 2014 : Taxonomic review of the goblin spiders of the genus Dysderoides Fage and their Himalayan relatives of the genera Trilacuna Tong and Li and Himalayana, new genus (Araneae, Oonopidae). Bulletin of the American Museum of Natural History, no 387, p. 1-108 (texte intégral).